# 吉水镇
吉水镇，是中华人民共和国广东省湛江市廉江市下辖的一个乡镇级行政单位。

## 行政区划
吉水镇下辖以下地区：
吉水社区、吉水村、江头村、那楼寨村、大车村、低山村、上坝村、大金村、南和村、良龙山村、黄坭塘村、梧村垌村、荔枝颈村、鹤岭村、燕山村、乌坭坝村、白石村、船埠村和九洲江开发区社区。